# Makrozamija
Makrozamija (lat. Macrozamia), biljni rod porodice kijakovki (Zamiaceae) s četrdesetak vrsta australskih endema iz Queenslanda i Novog Južnog Walesa

## Vrste
1. Macrozamia cardiacensis P.I.Forst. & D.L.Jones
2. Macrozamia communis L.A.S.Johnson
3. Macrozamia concinna D.L.Jones
4. Macrozamia conferta D.L.Jones & P.I.Forst.
5. Macrozamia cranei D.L.Jones & P.I.Forst.
6. Macrozamia crassifolia P.I.Forst. & D.L.Jones
7. Macrozamia diplomera (F.Muell.) L.A.S.Johnson
8. Macrozamia douglasii W.Hill ex F.M.Bailey
9. Macrozamia dyeri (F.Muell.) C.A.Gardner
10. Macrozamia elegans K.D.Hill & D.L.Jones
11. Macrozamia fawcettii C.Moore
12. Macrozamia fearnsidei D.L.Jones
13. Macrozamia flexuosa C.Moore
14. Macrozamia fraseri Miq.
15. Macrozamia glaucophylla D.L.Jones
16. Macrozamia heteromera C.Moore
17. Macrozamia humilis D.L.Jones
18. Macrozamia johnsonii D.L.Jones & K.D.Hill
19. Macrozamia lomandroides D.L.Jones
20. Macrozamia longispina P.I.Forst. & D.L.Jones
21. Macrozamia lucida L.A.S.Johnson
22. Macrozamia macdonnellii (F.Muell. ex Miq.) A.DC.
23. Macrozamia machinii P.I.Forst. & D.L.Jones
24. Macrozamia macleayi Miq.
25. Macrozamia miquelii (F.Muell.) A.DC.
26. Macrozamia montana K.D.Hill
27. Macrozamia moorei F.Muell.
28. Macrozamia mountperriensis F.M.Bailey
29. Macrozamia occidua D.L.Jones & P.I.Forst.
30. Macrozamia parcifolia P.I.Forst. & D.L.Jones
31. Macrozamia pauli-guilielmi W.Hill & F.Muell.
32. Macrozamia platyrhachis F.M.Bailey
33. Macrozamia plurinervia (L.A.S.Johnson) D.L.Jones
34. Macrozamia polymorpha D.L.Jones
35. Macrozamia reducta K.D.Hill & D.L.Jones
36. Macrozamia riedlei (Gaudich.) C.A.Gardner
37. Macrozamia secunda C.Moore
38. Macrozamia serpentina D.L.Jones & P.I.Forst.
39. Macrozamia spiralis (Salisb.) Miq.
40. Macrozamia stenomera L.A.S.Johnson
41. Macrozamia viridis D.L.Jones & P.I.Forst.